# Fiat Cinquecento
Fiat Cinquecento — міський автомобіль, розроблений компанією ItalDesign Giugiaro (дизайнер - Джорджетто Джуджаро), і випускався компанією Fiat з 1991 по 1998 рік.
Всього виготовлено 1 164 525 автомобілів.

## Опис

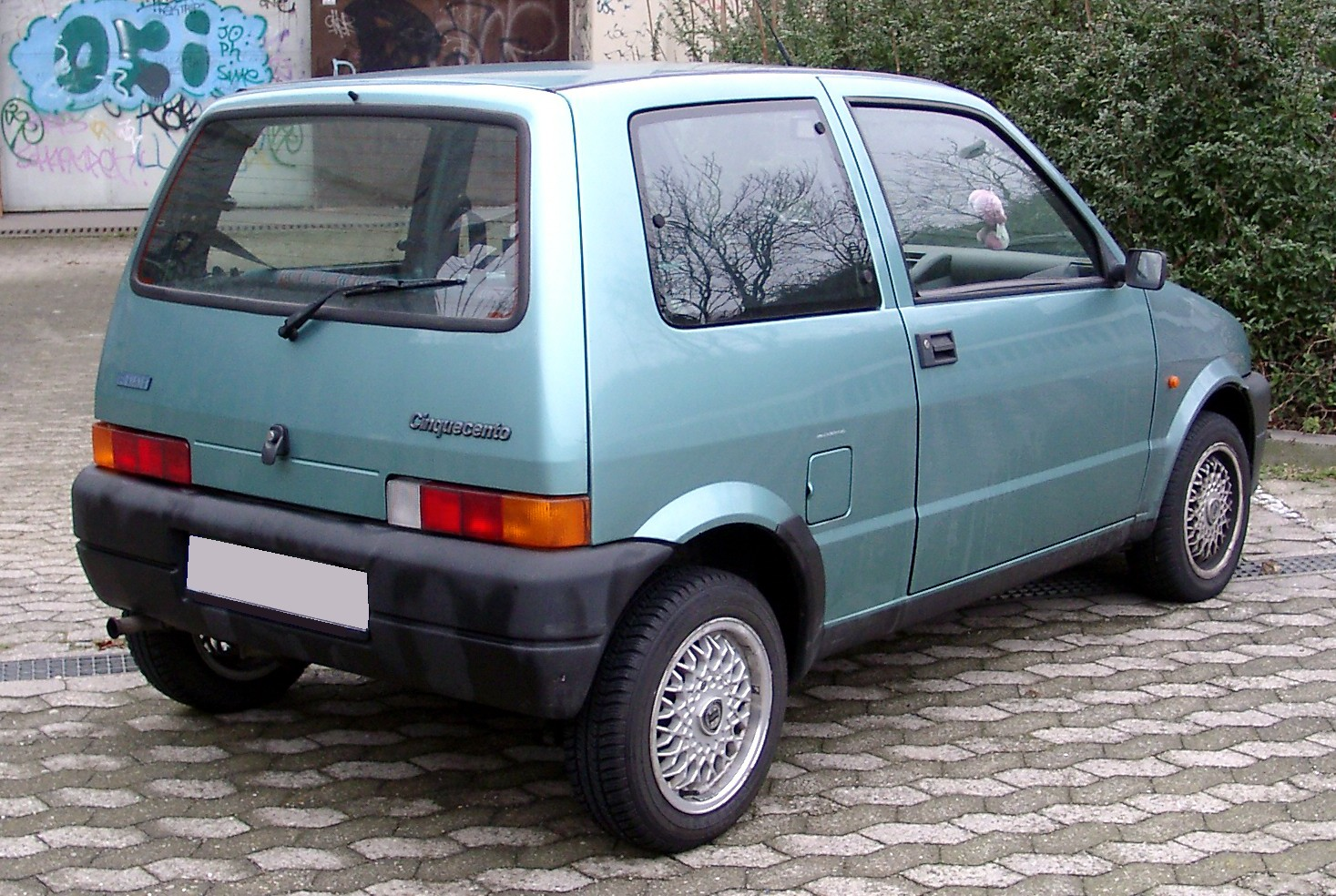

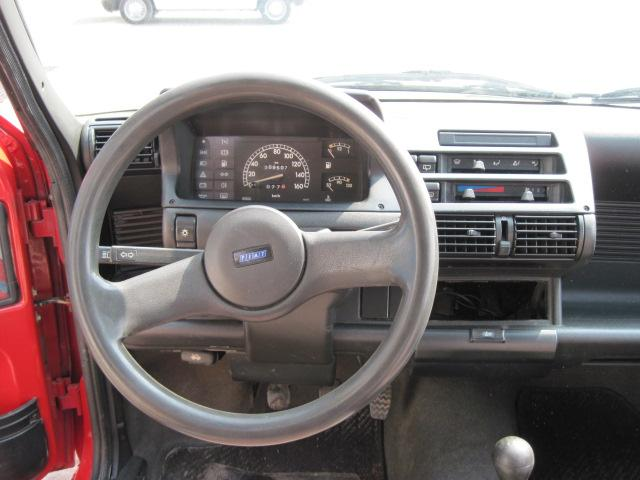

Машина була розроблена до кінця 1991 року на заміну Fiat 126. Це була перша модель Fiat, яка повністю вироблялася на заводі FSM в Польщі, який до того моменту був куплений компанією Fiat у польського уряду. У 1998 році на зміну Cinquecento прийшов Seicento.
Модель Cinquecento випускалася в єдиному варіанті кузова - 3-дверний хетчбек, з вражаючим коефіцієнтом лобового опору - всього 0,33. У порівнянні з попередніми моделями міських автомобілів комапании Фіат, на машині стала встановлюватися незалежна підвіска передніх і задніх коліс, передні дискові гальма, поперечні бруси в дверях, зони деформації, оцинкований кузов.

## Двигуни
- 704 см3 I2
- 899 см3 Tipo 100 I4
- 903 см3 Tipo 100 I4
- 1108 см3 FIRE I4